# Fuji Xerox
Fuji Xerox est une coentreprise (joint venture) entre l'entreprise de photo Fujifilm (75 %) et la compagnie américaine Xerox (25 %).
Fuji Xerox a été fondé en 1962, et son siège est situé à Akasaka (Tokyo) au Japon. À l'époque de sa création la répartition était de 50 % / 50 % entre Fuji et Xerox.  Rank Xerox a été absorbé par Xerox Corporation en 1997. 
Au départ, Fuji Xerox était uniquement distributeur des produits Rank Xerox, mais par la suite a développé son propre système de reproduction, en particulier le photocopieur 2200 en 1973. De nos jours la compagnie développe et produit les systèmes d'impression couleur vendus par Xerox.
Fuji Xerox fait partie de l'International Color Consortium.
En janvier 2018, Fujifilm Holdings annonce l'acquisition d'une participation de 50,1 % dans Xerox pour un montant de 6,1 milliards de dollars, via leur coentreprise Fuji Xerox que Fujifilm détient à 75 %. Fuji Xerox gardera son nom, en intégrant Xerox. Dans le même temps, Fujifilm annonce la suppression de 10 000 emplois dans Fuji Xerox,.
Par la suite, le 5 novembre 2019, Fujifilm Holdings annonce l'abandon de l'acquisition de Xerox, et l'achat de 25 % des actions de l'ancienne Fuji Xerox à Xerox, en faisant une filiale en propriété exclusive.
Le contrat d'utilisation de la marque Xerox (renouvelé tous les cinq ans) arrivant à expiration fin mars 2021, l'entreprise informe alors Xerox que le contrat ne serait pas renouvelé et que le partenariat prendrait fin. En avril de la même année, le nom de la société change pour Fujifilm Business Innovation, Xerox étant supprimé. En conséquence, Xerox met fin à la vente de produits sous cette marque en Asie et dans d'autres pays et passe à sa propre marque, entrant également sur les marchés européen et américain, où Xerox vendait auparavant des produits par le biais d'alliances. Cependant, même après la fin de l'accord de licence technologique, la société maintient un accord mutuel de fourniture de produits avec Xerox.